# Beta-merkaptoethanol
Beta-merkaptoethanol (také β-merkaptoethanol a 2-merkaptoethanol) (HOCH2CH2SH) je sloučenina odvozená od ethylenglykolu, jehož jedna -OH skupina je nahrazena thiolovou skupinou. Beta-merkaptoethanol je často využíván v molekulární biologii pro svou schopnost redukovat cysteinové můstky a působit jako antioxidant [zdroj?]. Přítomná -OH skupina zajišťuje vyšší rozpustnost ve vodě při srovnání s příbuznými thioly, jako je například ethylmerkaptan a snižuje tak jeho těkavost, což usnadňuje jeho laboratorní využití. Stále si ovšem zachovává typický zápach thiolových sloučenin připomínající leklou rybu.

## Využití

### Štěpení disulfidických můstků
Pro použití k redukci cysteinových můstků sloužící k denaturaci proteinů, například pro metodu SDS-PAGE, může být nahrazen dithiotreitholem